# Upjever und Sumpfmoor Dose
Upjever und Sumpfmoor Dose sind ein Naturschutzgebiet in der niedersächsischen Stadt Schortens im Landkreis Friesland und der Gemeinde Friedeburg im Landkreis Wittmund.

## Allgemeines
Das Naturschutzgebiet mit dem Kennzeichen NSG WE 306 ist circa 116 Hektar groß. Der größte Teil des Naturschutzgebietes, rund 84 Hektar, liegt im Landkreis Friesland, circa 32 Hektar entfallen auf den Landkreis Wittmund. Das Naturschutzgebiet ist identisch mit dem gleichnamigen FFH-Gebiet. Im Süden grenzt es an das Landschaftsschutzgebiet „Teichfledermausgewässer“. Das 1984 ausgewiesene Naturschutzgebiet „Sumpfmoor Dose“ ist vollständig in diesem Naturschutzgebiet aufgegangen. Zuständige untere Naturschutzbehörden sind die Landkreise Friesland und Wittmund.
Das aus zwei Teilflächen bestehende Naturschutzgebiet liegt südwestlich von Schortens. Es stellt einen Teil des Forstes Upjever und das Sumpfmoor Dose unter Schutz.

## Forst Upjever
Der Forst Upjever (⊙) ist ein Waldgebiet auf im Bereich des Naturschutzgebietes in Teilen historisch alten Waldstandorten. Hier stocken Hainsimsen-Buchenwald, Stieleichenwald und Eichen-Hainbuchenwald, kleinflächig auch Waldmeister-Buchenwald. Rotbuche und Stieleiche sind die dominierenden Baumarten. Dazu gesellen sich in den Buchenwäldern in der Ausprägung Hainsimsen-Buchenwald vor allem Vogelbeere, Stechpalme und Faulbaum mit Pillensegge, Drahtschmiele und Vielblütige Weißwurz in der Krautschicht sowie in den Buchenwäldern in der Ausprägung Waldmeister-Buchenwald vor allem Esche, Hainbuche und Vogelkirsche mit Waldmeister, Goldnessel, Buschwindröschen, Waldbingelkraut und Einblütigem Perlgras in der Krautschicht. In den Eichen-Hainbuchenwäldern stocken neben Stieleiche vor allem Hainbuche, Flatterulme, Vogelkirsche, Hasel und Eingriffeliger Weißdorn.
Das Gebiet ist über Forstwege erlebbar.

## Sumpfmoor Dose
Das Sumpfmoor Dose (⊙) ist ein teilweise abgetorftes Hochmoor. Es wird großflächig von Moorwald und Sumpfgebüschen eingenommen, die überwiegend von Moorbirken sowie Aschweiden- und Faulbaumgebüschen gebildet werden. Randlich schließen sich auf Niedermoorstandorten extensiv genutzte, feuchte Grünlandbereich an. Aufgegebene Torfstiche und Senken wurden durch Wiedervernässungsmaßnahmen aufgewertet.
Im Gebiet siedeln u. a. verschiedene Torfmoose, Schmalblättriges und Scheidiges Wollgras, Glockenheide, Gewöhnliche Moosbeere, Pfeifengras, Gagelstrauch, Schnabelsegge, Königsfarn, Wasserfeder, Wasserhahnenfuß und Sumpfschwertlilie. Es ist Lebensraum verschiedener Amphibien und Reptilien, darunter Moor- und Grasfrosch, Erdkröte, Waldeidechse, Schlingnatter und Kreuzotter sowie zahlreichen Libellenarten, darunter die Hochmoor-Mosaikjungfer. Außerdem ist es Lebensraum für verschiedene Vogelarten, darunter das Schwarzkehlchen. Durch das am Rand des Naturschutzgebietes verlaufende Emder Tief haben die Grünlandbereiche auch eine Bedeutung als Jagdhabitat für Fledermäuse wie z. B. die Teichfledermaus.
Das Moor entwässert zum Emder Tief, das das Naturschutzgebiet im Süden begrenzt bzw. ein kurzes Stück durch dieses fließt, und zum Upjeverschen Tief.
Die Wälder im Naturschutzgebiet verfügen über einen hohen Alt- und Totholzanteil.